# Малидовский, Георгий Фёдорович
Георгий Фёдорович Малидовский (7 мая 1916, Челябинская область — 11 августа 1990, Луганская область) — младший лейтенант Рабоче-крестьянской Красной Армии, участник Великой Отечественной войны, Герой Советского Союза (1944).

## Биография
Георгий Малидовский родился 7 мая 1916 года в селе Михайловка (ныне — Михайловский район Челябинской области). В 1935 году переехал в город Сталино, где работал на шахте. В 1937—1940 годах проходил службу в Рабоче-крестьянской Красной Армии, участвовал в боях советско-финской войны. В августе 1941 года Малидовский повторно был призван в армию. С октября того же года — на фронтах Великой Отечественной войны. К ноябрю 1943 года старший сержант Георгий Малидовский командовал 76-миллиметровым орудием 696-го стрелкового полка 383-й стрелковой дивизии Отдельной Приморской армии. Отличился во время Керченско-Эльтигенской десантной операции.
Во время боя за высоту 104,3 Малидовский огнём своего орудия уничтожил 3 станковых пулемёта и около 100 солдат и офицеров противника, что способствовало успеху штурма. 11 ноября 1943 года в бою на окраине Керчи Малидовский, заменив собой раненного наводчика, лично вёл огонь по противнику, уничтожив 2 танка и около 150 солдат и офицеров противника. Всего же за время Керченско-Эльтигенской операции Малидовский уничтожил 12 вражеских танков.
Указом Президиума Верховного Совета СССР от 16 мая 1944 года за «образцовое выполнение боевых заданий командования на фронте борьбы с немецкими захватчиками и проявленные при этом мужество и героизм» старший сержант Георгий Малидовский был удостоен высокого звания Героя Советского Союза с вручением ордена Ленина и медали «Золотая Звезда» за номером 2195.
После окончания войны в звании младшего лейтенанта Малидовский был уволен в запас. Проживал в городе Красный Луч Луганской области Украинской ССР, работал горным мастером на шахте. Активно занимался общественной деятельностью. Скончался 11 августа 1990 года.
Был также награждён двумя орденами Отечественной войны 1-й степени, орденами Отечественной войны 2-й степени, Трудового Красного Знамени и Красной Звезды, рядом медалей. Кавалер знака «Шахтёрская слава» трех степеней.